# PGC 66032
LEDA/PGC 66032 ist eine Balken-Spiralgalaxie vom Hubble-Typ SBa im Sternbild Indianer am Südsternhimmel. Sie ist schätzungsweise 220 Millionen Lichtjahre von der Milchstraße entfernt und gilt als Mitglied der dreizehn Galaxien zählenden NGC 7038-Gruppe (LGG 441).
 Vermutlich bildet sie gemeinsam mit PGC 66041 ein gravitativ gebundenes Galaxienpaar.